# Turkménistan
Ne doit pas être confondu avec Turkestan.
Turkménistan
(tk) Türkmenistan 
Le Turkménistan (en turkmène : Türkmenistan, /tʏɾkmønʏˈθːɑːn/) est un pays d'Asie centrale. Il est bordé par le Kazakhstan au nord-ouest, l'Ouzbékistan au nord-nord-est et à l'est, l'Afghanistan au sud-est, l'Iran au sud-sud-ouest et la mer Caspienne à l'ouest. Achgabat est la capitale et la plus grande ville. Il est l'un des six États turciques indépendants. Avec une population de 7 millions d'habitants, le Turkménistan est le 35e pays  plus peuplé d'Asie. Il possède la plus faible population d'Asie centrale et est l'un des pays les moins peuplés du continent asiatique. La majeure partie de son territoire est couverte par le désert du Karakoum.
Le Turkménistan a longtemps servi de voie de passage pour plusieurs empires et cultures. Merv est l'une des plus anciennes villes-oasis d'Asie centrale et était autrefois l'une des plus grandes villes au monde. Elle était aussi l'une des plus grandes villes du monde oriental et constituait une étape importante de la route de la soie. Annexé par l'Empire russe en 1881, le Turkménistan a ensuite occupé une place proéminente dans le mouvement anti-bolchevique en Asie centrale, lors de la guerre civile russe. En 1924, il est devenu une république constitutive de l'Union soviétique, la République socialiste soviétique du Turkménistan. Il a déclaré son indépendance pendant la dislocation de l'URSS en 1991.
Le Turkménistan est l'un des pays les plus fermés et isolés au monde. Il est largement critiqué pour son irrespect des droits de l'homme, dont son traitement des minorités et son absence de liberté de la presse et de religion. Depuis son indépendance en 1991, il est dirigé par un régime totalitaire ayant recours au culte de la personnalité : d'abord par le président à vie Saparmyrat Nyýazow (également connu sous le nom de Türkmenbaşy, soit « chef des Turkmènes ») jusqu'à sa mort en 2006 ; puis par Gurbanguly Berdimuhamedow, élu président en 2007 après avoir remporté l'élection par fraude électorale ; et enfin par son fils Serdar Berdimuhamedow depuis 2022, à l'issue d'une élection présidentielle décrite par les observateurs internationaux comme ni libre ni équitable. Il partage désormais le pouvoir avec son père.
Le Turkménistan possède les cinquièmes plus grandes réserves mondiales de gaz naturel. De 1993 à 2019, les citoyens ont bénéficié gratuitement de l'électricité, de l'eau et du gaz naturel fournis par le gouvernement. Le Turkménistan se proclame comme un État neutre en matière de relations internationales. Il est un État observateur et associé de l'Organisation mondiale du commerce, de la Communauté des États indépendants et de l'Organisation des États turciques. Il est membre de l'Organisation des Nations unies, de l'Organisation internationale pour la culture turque et de l'Organisation de la coopération islamique.

## Histoire
L'histoire du Turkménistan s'étend sur plusieurs millénaires, comme l'atteste le site archéologique de Gonur-depe, dans le désert du Karakoum. Fondée il y a environ quatre mille ans et mise au jour en 1972 par l'archéologue soviétique Viktor Sarianidi, c'était l'une des villes principales de la culture de l'Oxus.
Au Ve siècle, des tribus nomades turcophones se sont implantées dans les régions désertiques d'Asie centrale. Elles sont alors sous la domination des khans mongols. Lors de la bataille de Gökdepe, les tribus sont soumises par l'Empire russe. Les territoires turkmènes sont alors intégrés à la vaste province du Turkestan russe.
En 1921, les autorités soviétiques du Turkménistan interdisent les mariages d'enfants, les mariages forcés et la polygamie (qui devient un délit passible de deux ans de camp de travail).
En 1924, la république socialiste soviétique du Turkménistan est créée sur les frontières actuelles. La création de la république voit la sédentarisation forcée des Turkmènes.
En 1948, un séisme touche Achgabat tuant près de deux tiers de la population soit près de 150 000 personnes.
Le 27 octobre 1991 a lieu la proclamation d'indépendance du Turkménistan.
Saparmyrat Nyýazow, ancien partisan des putschistes contre Mikhaïl Gorbatchev, était le premier secrétaire du parti communiste de la république socialiste soviétique du Turkménistan entre 1985 et 1991, puis président du Turkménistan, élu en 1992 à 99,5 % des suffrages exprimés, jusqu'à sa mort en décembre 2006. Il se fait élire président à vie en 1999.
Un très important culte de sa personnalité est encore en place, on trouve alors son visage presque partout dans le pays, des billets de banque jusqu'aux bouteilles de vodka. Il est rebaptisé Türkmenbaşy (ou en français le « père de tous les Turkmènes »). La fête nationale correspond à l'anniversaire du président, le 19 février. Une statue de Nyýazow d'une hauteur de 12 m, dorée à l'or fin, juchée sur une arche de 75 m de hauteur, l'Arche de la Neutralité, tourne sur elle-même dans la capitale Achgabat de manière que son visage soit toujours tourné vers le soleil. Les noms des mois de l'année sont changés, par exemple le mois de janvier prend pour nom Turkmenbachi, certains mots de la langue turkmène sont également modifiés dans le même sens, comme le mot pain. Le Ruhnama, livre prétendument de Nyýazow, publié en 2001, devient un élément essentiel du système éducatif national, représentant presque un tiers du temps de la scolarité et sa connaissance est nécessaire pour le passage d'examens, tels que le permis de conduire.
Durant sa présidence, le Turkménistan devient un des pays les plus fermés au monde, avec de graves entorses aux droits de l'Homme, sans opposition politique possible et un niveau de vie en forte dégradation dans les domaines de l'économie, de l'éducation et de la santé. De nombreuses bibliothèques et hôpitaux sont fermés dans le pays, au motif qu'ils ne sont pas nécessaires. La barbe, la moustache et les cheveux longs sont interdits pour les hommes, ainsi que les jeux-vidéo.
En décembre 2002, le pays connaît une répression et une purge politique à la suite d'un attentat à l'arme à feu contre Nyýazow.
Le 21 décembre 2006, Saparmyrat Nyýazow décède. Le vice-premier ministre Gurbanguly Berdimuhamedow est désigné pour organiser ses obsèques, puis comme président par intérim en attendant les prochaines élections, alors que ce rôle revenait constitutionnellement au président du Parlement, Ovezgeldi Ataiev qui est lui arrêté, ainsi que le ministre de la Défense, Agageldi Mamadgaldev et plus d'une centaine de fonctionnaires. Le Conseil du peuple fixe la date de l'élection présidentielle au 11 février 2007. Il modifie la Constitution turkmène afin de permettre au président par intérim Gourbangouly Berdimouhamedov de se présenter. Grand favori, il est élu avec 89 % des voix face à cinq prétendants. Il est officiellement investi le 14 février 2007, prêtant serment sur le Coran et le Ruhnama.
En avril 2008, les mois et les jours reviennent à leur nom d'origine à la suite d'une décision de Berdimoukhamedov. En septembre 2008, une nouvelle constitution est mise en place, remplaçant notamment le parlement de 2 500 représentants par un nouveau parlement de 125 représentants, dont l'élection a lieu en décembre 2008. La nouvelle constitution est présentée comme plus démocratique, respectant davantage l'économie de marché et le droit de la propriété.
En janvier 2010, le nouveau président Berdimuhamedow annonce le démontage imminent de l'Arche de la Neutralité, lequel est effectué durant le mois de mai 2010. Il est procédé à l'installation d'une statue du président Berdimuhamedow à l'emplacement de celle de l'ancien président, cette dernière étant déplacée vers la banlieue d'Achkhabat.
Si Berdimuhamedow inaugure une certaine ouverture économique, aucun progrès notable au niveau des droits de l'Homme n'a pu être observé. Il développe son propre culte de la personnalité en lieu et place de celui de Nyýazow, en se faisant appeler Arkadag, signifiant en turkmène, le protecteur. Il fait ainsi construire une statue dorée de 21 m dressée sur un socle en marbre. Certains progrès ont tout de même lieu, comme la reconnaissance des diplômes étrangers, un accès à internet, l'arrêt de l'interdiction de l'opéra et du cirque, ainsi que le rétablissement de l'Académie des sciences du Turkménistan. L'usage du Ruhnama se réduit fortement.
Berdimuhamedow est réélu en 2012 avec un score de 97 % et en septembre 2016. Il fait changer la Constitution pour supprimer la limite d'âge de 70 ans pour être président, tout en diminuant le mandat présidentiel de 7 à 5 ans,. En 2018, le Conseil national du Turkménistan adopte une loi interdisant la polygamie, car moins d'une décennie après la chute de l'URSS, Nyýazow avait annoncé en 1999 qu'il envisageait de légaliser les unions polygames, en expliquant qu'il fallait « respecter les coutumes locales et les anciennes traditions », bien qu'il n'avait cependant jamais officialisé cette initiative.
Il démissionne en 2022 et annonce une élection présidentielle surprise où son fils Serdar Berdimuhamedow est élu président le 12 mars 2022 avec 73 % des voix.

## Géographie

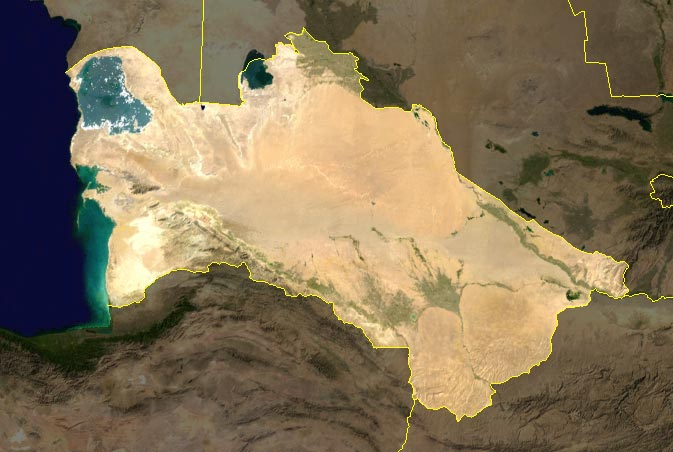
Vue satellite du Turkménistan.

### Situation
Le Turkménistan est un pays d'Asie centrale situé au nord de la chaîne de montagnes Kopet-Dag, entre la mer Caspienne (dont il inclut l'imposante lagune du Kara-Bogaz-Gol) et le fleuve Amou-Daria. Le pays a une superficie de 488 099 km2 (comparable à celle de l'Espagne).
Le pays a des frontières avec le Kazakhstan et l'Ouzbékistan au nord et au nord-est, avec l'Iran et l'Afghanistan au sud et au sud-est.

### Topographie
La caractéristique géographique la plus significative du Turkménistan est le désert du Karakoum qui couvre 80 % de la superficie du pays. La plupart des montagnes du Turkménistan sont inaccessibles. Les vestiges de l'ancienne route de la soie vont de la Chine centrale jusqu'à la côte méditerranéenne, passant par le Turkménistan.
Le pays est situé dans une région où le risque sismique est un des plus élevés au monde. La population vit sur 6 % de la superficie du pays[réf. nécessaire], soit environ sur une superficie d'environ 32 500 kilomètres carrés de terres fertiles, une superficie comparable à celle de la Belgique, et du Luxembourg, réunis. La densité de population sur ces terres fertiles peut souvent dépasser les 200 habitants au kilomètre carré. Elles sont nettement visibles par satellite, ou la couleur verte indique cette partie fertile du Turkménistan.

### Climat
Le climat est de type continental sec, comprenant des hivers modérés et peu pluvieux, avec parfois un peu de neige. Les étés sont très chauds (jusqu'à 50 °C dans le désert du Karakoum) et secs avec des vents de sable soufflant depuis le nord ou l'est. Il y a en moyenne 250 jours de soleil par an et les précipitations ne dépassent pas les 200 mm par an dans les plaines, mais atteignent 350 mm dans les zones montagneuses et moins de 100 mm dans la région du Garabogaz. Ces données font du Turkménistan le pays le plus sec de l'Asie centrale, du fait de la présence des montagnes du sud qui empêchent l'arrivée des masses d'air humides en provenance de l'océan Indien.

## Politique
Le pouvoir législatif est exercé par un parlement bicaméral : le Conseil national. Ses deux chambres sont le Conseil du peuple composé de 56 membres formant sa chambre haute et l'Assemblée du Turkménistan composée de 125 membres formant sa chambre basse,.
Le Turkménistan fait partie de la Communauté des États indépendants (CEI). En août 2005, le Turkménistan décide de devenir un simple « membre associé ».

### Subdivisions
| 1. Ahal dont la capitale est Änew         |
| 2. Balkan dont la capitale est Balkanabat |
| 3. Daşoguz dont la capitale est Daşoguz   |
| 4. Lebap dont la capitale est Türkmenabat |
| 5. Mary dont la capitale est Mary         |

Le pays est divisé en cinq provinces et une ville indépendante, qui est la capitale Achgabat.
Les provinces sont dirigées par un gouverneur. Chacune est subdivisée en plusieurs districts.

### Droits de l'homme et de l'enfant
La situation des droits de l'homme au Turkménistan est depuis l'indépendance du pays préoccupante. Le Turkménistan est l'un des pays les plus isolationnistes de la planète avec un culte de la personnalité très important, une absence de pluralité politique, de liberté de la presse ou encore de liberté religieuse. L'accès à Internet fait l'objet d'une surveillance et le régime a mené une politique pour supprimer les antennes satellitaires. La torture reste courante dans le pays, peu d'informations existent sur le sort des prisonniers et notamment des prisonniers politiques, qui meurent régulièrement en prison dans des circonstances troublantes.
En 2017, le Turkménistan occupe la 154e place sur une échelle de corruption de 176 pays testés par Transparency International. Pour l'ONG Human Rights Watch, « le Turkménistan reste l'un des pays les plus répressifs au monde, qui affiche un bilan désastreux sur les droits de l'homme ».
Le journaliste Khudayberdy Allashov, mort le 13 août 2024 à 35 ans après près d'une décennie de persécution par le régime turkmène était emprisonné pour avoir documenté et dénoncé le travail forcé d'enfants dans les champs de coton du pays, dans un reportage « La récolte du coton se poursuit à Dashoguz », publié le 23 novembre 2016 ;  un coton qui devrait être refusé par l’industrie textile se voulant "soutenable", mais qui continue d’approvisionner l'industrie textile du monde et de l'UE (acheminé via la Turquie et le Pakistan et par exemple vendu à Essenza Home (linge de maison) et Benetton selon une enquête de Forbidden Stories publiée début 2025).

## Économie

Développement du PIB par habitant des pays d'Asie centrale.

L'économie du Turkménistan est fortement dépendante de l'exploitation de son gaz naturel — le pays dispose de la cinquième plus importante réserve au monde, soit près de 12 % des réserves mondiales — ainsi que de son pétrole, qui représente 60 % de ses exportations. Plusieurs gazoducs permettent au pays d'exporter son gaz, notamment vers la Russie et surtout vers la Chine, pays qui représente la majorité des exportations turkmènes depuis l'ouverture du gazoduc d'Asie centrale - Chine en décembre 2009.
Dans le domaine de l'agriculture, la moitié des terres irriguées est utilisée pour cultiver le coton, faisant du pays le dixième plus important producteur au monde. Le coton est la deuxième denrée d'exportation du pays après les hydrocarbures.

### Histoire économique
Sous la présidence de Nyýazow, la capitale Achgabat se transforme radicalement, avec des monuments, des palais en marbre, de très larges avenues, scrupuleusement entretenus. Le groupe Bouygues au Turkménistan prend très largement part à ces constructions, avec un chiffre d'affaires d'un milliard de dollars en cumulé. Le système économique reste dirigiste, avec des prix garantis notamment sur l'essence quasiment gratuite, ainsi que sur l'électricité et le gaz. L'enseignement ainsi que les services de santé ont été dégradés depuis l'éclatement de l'URSS. Cette crise sociale se double d'un désastre écologique, avec des eaux salinisées et une mer Caspienne polluée. La distribution de l'eau s'avère désastreuse, produisant de très importantes pertes.
À la fin de la présidence de Nyýazow en 2006, le pays connaît une crise alimentaire nécessitant la mise en place d'un rationnement, malgré des chiffres officiels de croissance de l'ordre de 16 % à 9 % entre 1999 et 2006. En 2006, le Turkménistan vise plusieurs importants contrats énergétiques avec la Chine, dont le gazoduc d'Asie centrale - Chine et renégocie à la hausse en volume et en prix son contrat d'approvisionnement passant par la Russie.
Le pays connaît une croissance importante, particulièrement en 2011, où elle atteint les 14,7 %, avant de repasser à 8 % en 2012 et 2013, grâce aux exportations d'hydrocarbures.
Cette croissance est marquée par des réalisations urbanistiques grandiloquentes et baroques, alors qu'une politique de réduction de prix garantis est mise en place sur les biens de première nécessité comme le pain, l'électricité ou l'essence.
Dans la seconde partie des années 2010, la Russie a réduit ses importations de gaz turkmène. Le Turkménistan exportait également son gaz en Iran, jusqu'en 2017, date marquée par un désaccord financier sur la question. Les années 2015-2017 sont également marquées au Turkménistan par une crise économique ayant entraîné une dévaluation de la monnaie, crise économique liée à la chute des prix pétroliers et ayant provoqué des difficultés alimentaires dans la population.

## Démographie

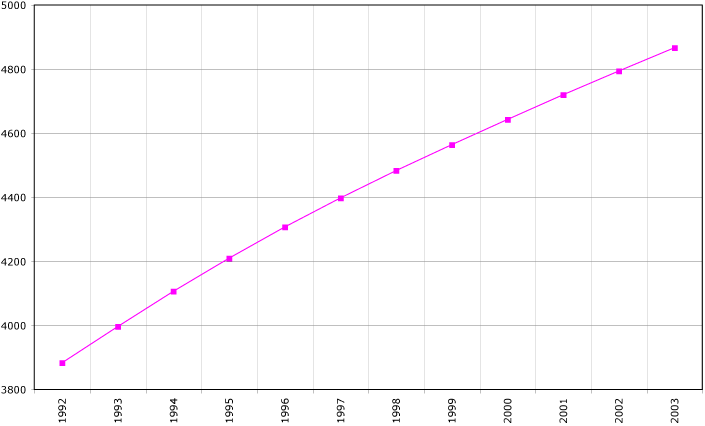
Évolution de la démographie entre 1992 et 2003 (chiffre de la FAO, 2005). Population en milliers d'habitants.

Le World Factbook de la CIA estime qu'en 2015 la population du pays est de 5 231 422 habitants.
La plupart des citoyens du Turkménistan sont des Turkmènes. Il existe toutefois d'importantes minorités d'Ouzbeks ou de Russes. Il y a également des minorités moins représentées (Kazakhs, Tatars, Ukrainiens, Arméniens, 
Azéris, Hazaras et Baloutches).
Le World Factbook estime en 2003 que la population du pays est composée de 85 % de Turkmènes, 5 % d'Ouzbeks, 4 % de Russes et 6 % appartenant à d'autres ethnies. Selon les données annoncées par les autorités turkmènes en février 2001, la population est composée à 91 % de Turkmènes, 3 % d'Ukrainiens et 2 % de Russes. Entre 1989 et 2001, le nombre de Turkmènes dans le pays a doublé (de 2,5 millions à 4,9 millions), tandis que le nombre de Russes a diminué de deux tiers (de 334 000 à un peu plus de 100 000).

### Religions
Au 9 avril 2009, la CIA estime dans son World Factbook que 89 % de la population est musulmane, 9 % chrétienne orthodoxe et 2 % de croyance inconnue. Selon la loi sur la liberté de conscience et les organisations religieuses, telle que modifiée en 1995 et 1996, les congrégations religieuses doivent se faire enregistrer auprès des autorités et avoir au moins 500 adultes adhérents dans chaque localité où l'enregistrement est effectué. Les religions minoritaires ne sont pas reconnues par le gouvernement. Ainsi, seuls l'islam sunnite et l'Église orthodoxe russe sont enregistrés comme des organisations religieuses légales au Turkménistan. Il y a aussi entre 5 000 et 10 000 Zoroastriens, surtout présents vers Mary et Merekut (Mereket), et vers la frontière iranienne.

### Langues
La langue officielle est le turkmène et elle est la langue majoritaire. Le turkmène est partiellement compréhensible pour un locuteur du turc. Les deux langues font partie de la même famille, les langues turciques.

## Culture

### Musique
La musique turkmène est typiquement pastorale comme celle d'Asie centrale ; les bardes nomades chantent et s'accompagnent au luth dotâr.